# Anna Ottani Cavina
Anna Ottani Cavina (19 ottobre 1939) è una storica dell'arte italiana.

## Biografia
È a capo della Fondazione Federico Zeri, un centro studi sulla storia dell'arte dell'Università di Bologna. Insegna anche nella sede bolognese dell'Università Johns Hopkins.
I suoi studi vertono su Caravaggio e sui pittori della sua scuola, sull'arte e cultura in Emilia dal Cinquecento all'Ottocento e sulla pittura neoclassica. Ha curato la pubblicazione dei volumi su La pittura di paesaggio in Italia. Il Seicento, Il Settecento, L'Ottocento (Milano 2003-2006). Dal 1988 collabora alla sezione culturale di Repubblica.

## Opere

### Monografie
- Carlo Saraceni , Milano 1968
- I paesaggi della ragione, Torino 1994
- Felice Giani (1758-1823) e la cultura di fine secolo, 2 volumi, Milano 1999
- Il diario di Thomas Jones. Viaggio d'artista nell'Italia del Settecento, Milano 2003
- Geometries of Silence. Three approaches to Neoclassical Art, New York Columbia University Press 2004
- Les Paysages de la Raison. La ville néo-classique de David à Humbert de Superville, Parigi 2005.